# 九湖
九湖，是臺灣苗栗縣銅鑼鄉的一個傳統地域名稱，位於該鄉西部偏南。相較於今日行政區，其範圍大致與九湖村相近。
新竹科學園區銅鑼園區、苗栗客家文化園區均位於本地區。

## 歷史
台灣清治末期至日治初期，九湖地區為一街庄，稱為「九湖庄」，隸屬於苗栗一堡。該庄東隔西湖溪及溪中沙洲與銅鑼灣庄、樟樹林庄為界，南與竹圍庄為鄰，西邊為南和庄、土城庄，北邊為三座厝庄。
1901年（日治明治三十四年）11月，全台廢縣廳改設二十廳，該庄隸屬於苗栗廳。1909年（明治四十二年）10月，合併二十廳為十二廳，該庄改隸屬於新竹廳。1920年（大正九年），廢十二廳改設五州二廳，該庄改制為「九湖」大字，隸屬於新竹州苗栗郡銅鑼庄。
戰後銅鑼庄改制為銅鑼鄉，隸屬於新竹縣，大字亦改制為村。1950年桃、竹、苗分治，銅鑼鄉改隸屬於苗栗縣。

## 聚落
本地區發展較早的聚落有圓潭（九湖）、出水坑（北）、黃草崗、牛角坑、出水坑口、出水坑（南）等，在日治期初期的官方地圖上已有記載。此外，本地區尚有旱坑、茄苳峎、九華山等聚落。

## 交通
台鐵山線大致以北偏東—南偏西走向轉北北東—南南西走向經過九湖地區東部邊界外不遠處，北側最近的是銅鑼車站，南側最近的是三義車站，均屬三等站，只停靠區間車，由此等可前往台鐵沿線各地。
國道1號又稱「中山高速公路」，是台灣西部兩條縱向高速公路之一，大致以西北—東南走向繞大弧形轉縱向經過本地區東部邊界外不遠處。該道路於銅鑼科學園區銅科北路交會口設有銅鑼交流道，可與省道台13線於本地區東北部邊界地帶連結，由此進入可快速前往國道1號沿線各地。
省道台13線是香山內湖至豐原的幹道，其中尖山至豐原路段俗稱「尖豐公路」，大致以縱向經過本地區東北部邊界地帶。由該道路向北可繞經銅鑼市區西側前往苗栗、造橋、竹南、香山內湖並止於省道台1線路口，向南可前往三義、后里、豐原並止於省道台3線路口。該道路在本地區路段屬於銅鑼市區西側外環道的一部分。
鄉道苗38線是圓仔山至樟樹林的道路，大致以西向東進入本地區西部邊界的南側，轉向南沿邊界蜿蜒而行數百公尺後轉東進入本地區蜿蜒而行，再轉東北經九華山、茄苳峎至興德橋南側轉東離開本地區東部邊界。由該道路向西可前往土城地區的挑鹽崎、圓仔山並止於縣道121號圓山橋南側路口，向東過西湖溪樟九大橋後轉東南東經省道台13線、鐵路橋下後止於中正路（省道台13線舊線）路口。
鄉道苗38-1線是圓潭至九湖的道路，其西側端點位於本地區西部邊界的最北點。由此向東北大致沿本地區北部邊界而行，至牛角坑西側轉向東進入境內，至圓潭聚落東南側轉北再轉東北東過西湖溪九湖大橋、省道台13線出境後，可經國道1號高架橋下轉東過鐵路平交道後止於中正路（省道台13線舊線）路口。

## 學校
- 九湖國小

## 廟宇
- 九龍山天寶寺（觀音寺）
- 銅鑼九華山大興善寺（佛寺）

## 產業
- 新竹科學園區銅鑼園區

## 景點
- 苗栗客家文化園區